# Qaraxıdır
Qaraxıdır è un comune dell'Azerbaigian situato nel distretto di Göyçay. Conta una popolazione di 1 435 abitanti.